# فانس بيج
فانس بيج (بالإنجليزية: Vance Page)‏ هو لاعب كرة قاعدة أمريكي، ولد في 15 سبتمبر 1905 في إلم سيتي في الولايات المتحدة، وتوفي في 14 يوليو 1951 في ويلسون في الولايات المتحدة.

## وصلات خارجية
- فانس بيج على موقع دوري كرة القاعدة الرئيسي (الإنجليزية)
- فانس بيج على موقعبيزبول رفرنس.كوم (الدوري الرئيسي) (الإنجليزية)
- فانس بيج على موقعبيزبول رفرنس.كوم (الدوري الثانوي) (الإنجليزية)